# Бади Холи
Чарлс Хардин Холи (енгл. Charles Hardin Holley), познатији под псеудонимом Бади Холи (енгл. Buddy Holly; Лабок, 7. септембар 1936 — Грант Тауншип, 3. фебруар 1959), је био амерички музичар, један од пионира рокенрола.

## Биографија
Рођен је као Чарлс Харден Холи у тексашком граду Лабоку. Музиком је почео да се бави још као тинејџер свирајући виолину и клавир, да би касније почео активно да свира гитару. Своје прве наступе бележи са пријатељем из детињства Бобом Монтгомеријем са којим осваја прва места на такмичењима певача аматера 1955. године. Професионално бављење музиком отпочиње свирајући класични кантри са југа Тексаса, али то пролази незапажено. Из те фазе његовог деловања остају запажене композиције Flowers То My Heart, Modern Don Juan, Blue Days, Black Nights и Midnight Shift које снима за Decca Co али без неког значајнијег комерцијалног успеха.
У 1956. години заједно са Џоом Модлином (бас), Никијем Саливаном (пратећа гитара) и Џеријем Алисоном (бубњеви) почиње да свира у групи Крикетс. Снимају у студију Нормана Петија који им допушта да искажу своју креативност и иновативне идеје. Као резултат његовог искуства и њихове креативности рађају се сада већ култне и за то време крајње необичне и иновативне композиције као што су That'll Be The Day (број 1 у УК и САД), Maybe Baby, Oh Boy и легендарна Peggy Суе у којој се Бади поиграва са ехом и први пут користи технике „наснимавања“. Врло брзо постају најпопуларнији белачки рокенрол бенд свог времена и одлазе у Њујорк где снимају за Корал, једну од водећих дискографских кућа.
Током 1958. године одлазе на кратку турнеју по Аустралији и Уједињеном Краљевству где наилазе на изузетан пријем публике, а Холи се тог лета жени са Маријом Еленом Сантијаго. Брак као и његова жеља за озбиљнијим бављењем музиком узрокује свађе и разлаз са члановима Крикетса који се враћају у Лабок, док Холи наставља самосталну каријеру у Њујорку радећи углавном као композитор, аранжер и продуцент за друге музичаре.
Због неповољног уговора који је закључио са Норманом Петијем ускоро остаје без извора прихода и приморан је да се прикључи турнеји по Средњем западу на којој су поред њега наступали и Дион, Ричи Валенс и Биг Бопер. Због лоших услова у аутобусу без грејања Холи после наступа у Клир Лејку у Ајови 2. фебруара 1959. одлучује да унајми приватни авион да га превезе до следећег одредишта у граду Фарго у Северној Дакоти. У авиону је требало да, поред њега, буду и чланови његовог пратећег састава Вејлон Џенингс и Томи Олсап, али уместо њих су се укрцали Биг Бопер (који је имао јак грип) и Валенс (који је извлачио шибице са Томијем ко ће путовати авионом). Убрзо након полетања у раним јутарњим сатима авион се срушио у снегом покривено поље кукуруза када су погинули сви путници у њему.
Од тада је 3. фебруар - Дан када је умрла музика, како је то отпевао Дон Маклин у песми American Pie (1977). Утицај музике коју је стварао Бади Холи на будуће музичаре је неспоран, довољно је само споменути да су Битлси (бубе) дали име својој групи у знак поштовања према Холијевим Крикетсима (цврчци). Његова музика је дубоко уграђена у рокенрол, а његов утицај се одржао и данас кроз музику Холиса, Ролингстонса (њихов први хит Notfadeway је обрада истоимене Холијеве песме), Елвиса Костела или лидера групе Визер (који су позајмили део имиџа од Холија). Његов јединствени стил и енергичност свирања Фендер стратокастер гитаре чинило га је заједно са Чаком Беријем једним од најбољих гитариста свог времена, а то да је сам радио већину својих песама дефинитивно га је уврстило у анале музике 20. века.